# Bitter Taste
Bitter Taste (englisch für „Bitterer Geschmack“) ist ein Lied des britischen Musikers Billy Idol, das am 11. August 2021 veröffentlicht wurde.

## Hintergrund
Bitter Taste ist die erste Single, die aus der von Butch Walker produzierten EP The Roadside ausgekoppelt wurde. Das Lied, das von Idol, Steve Stevens, Tommy English und Joe Janiak geschrieben worden war, wurde über Online-Musikdienste verfügbar gemacht.
Inhaltlich beschäftigt sich das Lied mit den Themen Tod, Wiedergeburt und Idols eigener Entwicklung in den Jahren seit seinem fast tödlichen Motorradunfall im Jahr 1990. Der Sänger sagte dazu:

„Ich glaube, jeder von uns war (während der Pandemie) sehr nachdenklich. Für mich bedeutete es eine logische und ganz natürliche Entscheidung, etwas über meinen Motorradunfall zu schreiben. Ganz sicher hatte der Unfall für mich etwas kathartisches und war so eine Art Moment des Erwachens. Einen Teil von mir habe ich damals an diesem Straßenrand zurückgelassen. Doch am Ende war es nicht unbedingt eine schlechte Sache; es war ein Weckruf. Vielleicht habe ich mich damals am Straßenrand vom respektlosen, jugendlichen Billy getrennt, um so den Weg freizumachen, ein aufmerksamerer Vater und feinfühligerer Musiker zu werden.“

Das Musikvideo des Songs wurde von dem Regisseur Steven Sebring gedreht und von Kevin Murphy und Robert Mulligan produziert.